# اتین ژورد
اتین ژورد (فرانسوی: Étienne Jourde‎؛ ۱ ژانویه ۱۸۹۰ – ۱۹۲۲) بازیکن فوتبال اهل فرانسه بود.
وی در تیم ملی فوتبال فرانسه بازی کرده‌است.